# Pablo Macera
Pablo Andrés Macera Dall'Orso (Huacho, 19 de diciembre de 1929 - Lima, 9 de enero del 2020) fue un historiador, docente y político peruano. Sus estudios de las sociedades giran en torno a diversos temas, como la historia económica, historia del arte, historia de la alimentación, entre otros, siendo uno de los historiadores más reconocidos del Perú. En el ámbito político, fue congresista de la república durante el periodo 2000-2001 por las filas del fujimorismo.

## Biografía
Pablo Macera nació en la ciudad de Huacho, en la provincia de Huaura, el 19 de diciembre de 1929. Fue hijo de Pablo Macera Castro y de Emilia Dall'Orso Olivari.
Se trasladó a la capital de Lima y realizó sus estudios primarios en el Colegio La Salle del distrito de Breña, donde ya sentía predilección por el curso de Historia. Su educación secundaria la realizó en el Colegio Emblemático ‘Hipólito Unanue’.
A los 16 años, Pablo Macera ingresa a la Facultad de Letras y Derecho de la Universidad Nacional Mayor de San Marcos, más tarde cambiaría su carrera por la de Historia. Se graduó de bachiller en 1960, con la tesis "Ensayos sobre el siglo XVIII en el Perú (cultura y economía)" y en Francia, como doctor en 1962, con la tesis "La imagen francesa del Perú (siglos XVI -XIX)". Macera luego viajó a Francia donde hizo estudios de postgrado.
Fue fundador del Seminario de Historia Rural Andina, instituto perteneciente a la Universidad Nacional Mayor de San Marcos, del cual sería nombrado profesor emérito. Fue también presidente del Patronato Nacional de Arqueología y catedrático en diversas universidades. Macera también se dedicó a la docencia en diferentes países de Europa, América y Asia.
Fue miembro de la Sociedad Americanista en Francia, miembro de la Sociedad Geográfica de Lima y miembro fundador de la Legión Mariscal Andrés Avelino Cáceres.
A fines de abril del año 2015, Macera donó su biblioteca personal a la Biblioteca Nacional del Perú. Su colección la conforman más de 34,000 títulos. La donación incluye, asimismo, un archivo de más de mil manuscritos de la época colonial y la guerra con Chile.
El 26 de septiembre de 1960, Pablo Macera se casó Yolanda Urquizo Martell en el distrito de Miraflores en Lima.

## Congresista de la República
Pablo Macera decide incursionar en el ámbito político cuando en las elecciones generales del año 2000, se une a la lista de candidatos al Congreso de la República por la alianza Perú 2000 de Alberto Fujimori con el que buscaba su segunda reelección a la presidencia de la república. Macera logra ser elegido como congresista de la república, obteniendo 26,932 votos, y es juramentado para el periodo parlamentario 2000-2005.
Dentro de su gestión parlamentaria, ejerció como presidente de la Comisión de Ciencia y Tecnología. Luego ante la difusión nacional de los ‘Vladivideos’, Macera dejó la bancada de Perú 2000 para luego integrarse al movimiento Vamos Vecino liderado por Absalón Vásquez.
En noviembre del 2000, su cargo parlamentario fue reducido hasta el 2001 tras la publicación de los y la renuncia de Fujimori a la Presidencia de la República mediante un fax desde Japón.[cita requerida]
Luego de la caída del régimen fujimorista, se convocaron a elecciones generales para el 2001 donde Macera anunció su candidatura a la 1.ª Vicepresidencia en la plancha presidencial de Carlos Boloña por la alianza Solución Popular, sin embargo, quedaron en el 5.º lugar de las preferencias tras obtener 1.691% de votos. Macera también intentó su reelección al Congreso encabezando la lista por Lima pero no resultó reelegido.

## Fallecimiento
El 9 de enero del 2020, Pablo Macera falleció a los 91 años.  Sus restos fueron velados en la Casona de la Universidad Nacional Mayor de San Marcos, en el Centro de Lima.

## Obras
- Tres etapas en el desarrollo de la conciencia nacional (1953)
- Historia del petróleo peruano (1963)
- Lenguaje y modernismo peruano del siglo XVIII (1962). 	https://doi.org/10.30920/letras.28.68-69.08
- Iglesia y economía en el Perú durante el siglo XVIII" (1963).  https://doi.org/10.30920/letras.29.70-71.06
- Instrucciones para el manejo de las haciendas jesuitas del Perú: ss. XVII-XVIII (1966)
- Mapas coloniales de haciendas cuzqueñas (1968)
- Bosquejo de la historia económica del Perú (1970)
- Feudalismo colonial americano: el caso de las haciendas peruanas (1971)
- Cayaltí 1875-1920: organización del trabajo en una plantación azucarera del Perú (1973)
- Las plantaciones azucareras en el Perú: 1821-1875 (1974)
- Conversaciones con Basadre (1974)
- Retrato de Túpac Amaru (1975)
- La imagen francesa del Perú, siglos XVI-XIX (1976)
- Agricultura en el Perú, S.XX: documentos. Tres tomos (1977)
- Trabajos de historia. Cuatro tomos (1977-1978)
- Visión histórica del Perú: del paleolítico al proceso de 1968 (1979)
- Pintores populares andinos (1979)
- Arte y lucha social: los murales de Ambaná (Bolivia) (1983)
- Las furias y las penas (1983)
- El Paraguay colonial, siglos XVIII-XIX (1988)
- Mojos y chiquitos (1988)
- Rebelión india (1988)
- Geografía colonial de Arequipa (1989)
- Los precios del Perú colonial, siglos XVI-XIX: fuentes. Tres tomos (1992)
- Santero y caminante: santoruraj-ñampurej (1992, en colaboración con Jesús Urbano Rojas)
- La pintura mural andina: siglos XVI-XIX (1993)
- Cuentos pintados del ande y la amazonía (1996)
- Centenario de Don Joaquín López Antay (1997)
- La ciudad y el tiempo: Pisco, Porras y Valdelomar (1999, en colaboración con Waldemar Espinoza y Ricardo Silva-Santisteban)
- Viajeros franceses: siglos XVI-XIX (1999)
- Nueva Crónica del Perú siglo XX (2000, en colaboración con Santiago Forns).
- Patrimonio Cultural del Perú. Dos tomos (2000)
- Parlamento y sociedad en el Perú. Bases documentales siglo XIX. Ocho Tomos (1998-2000)
  - Tomo I: Geografía política de la costa peruana (costa norte, centro y sur) 1822-1860
  - Tomo II: Geografía política de la sierra peruana (sierra norte, centro y sur) 1822-1860
  - Tomo III: Geografía política de la Amazonía (colonización y comunicaciones)
  - Tomo IV: Geografía política de la Amazonía (demarcación e informes socioeconómicos)
  - Tomo V: Geografía política de la costa peruana (costa norte, centro y sur) 1861-1899
  - Tomo VI: Geografía política de la sierra norte 1861-1899
  - Tomo VII: Geografía política de la sierra centro 1861-1899
  - Tomo VIII: Geografía política de la sierra sur 1861-1899
- Los centros de innovación tecnológica: ley y reglamento (2000)
- Emprendedores populares: diálogo Pablo Macera y Javier Tantaleán Arbulú (2001)
- Los dueños del mundo Shipibo (2004)
- El Inca colonial (2006)
- Túpac Amaru, San Isidro, Pentecostés (2007)
- El poder libre asháninca: Juan Santos Atahualpa y su hijo Josecito (2009, en colaboración con Enrique Casanto)
- Trincheras y fronteras del arte popular peruano (2009)
- La cocina mágica asháninca (2011, en colaboración con Enrique Casanto)
- Arrogante montonero: Armando Villanueva y Pablo Macera, conversaciones (2011)
- Escuela de obediencia y memoria del Inca, 1743-1818 (2013, en colaboración con Manuel Burga Díaz)
- Comida ambulante: ofertas gastronómicas de Lima Norte (2014)
- La comida popular ambulante: de antaño y hogaño en Lima (2015, en colaboración con María Belén Soria)